# Liceo Nacional Agustín Nieto Caballero

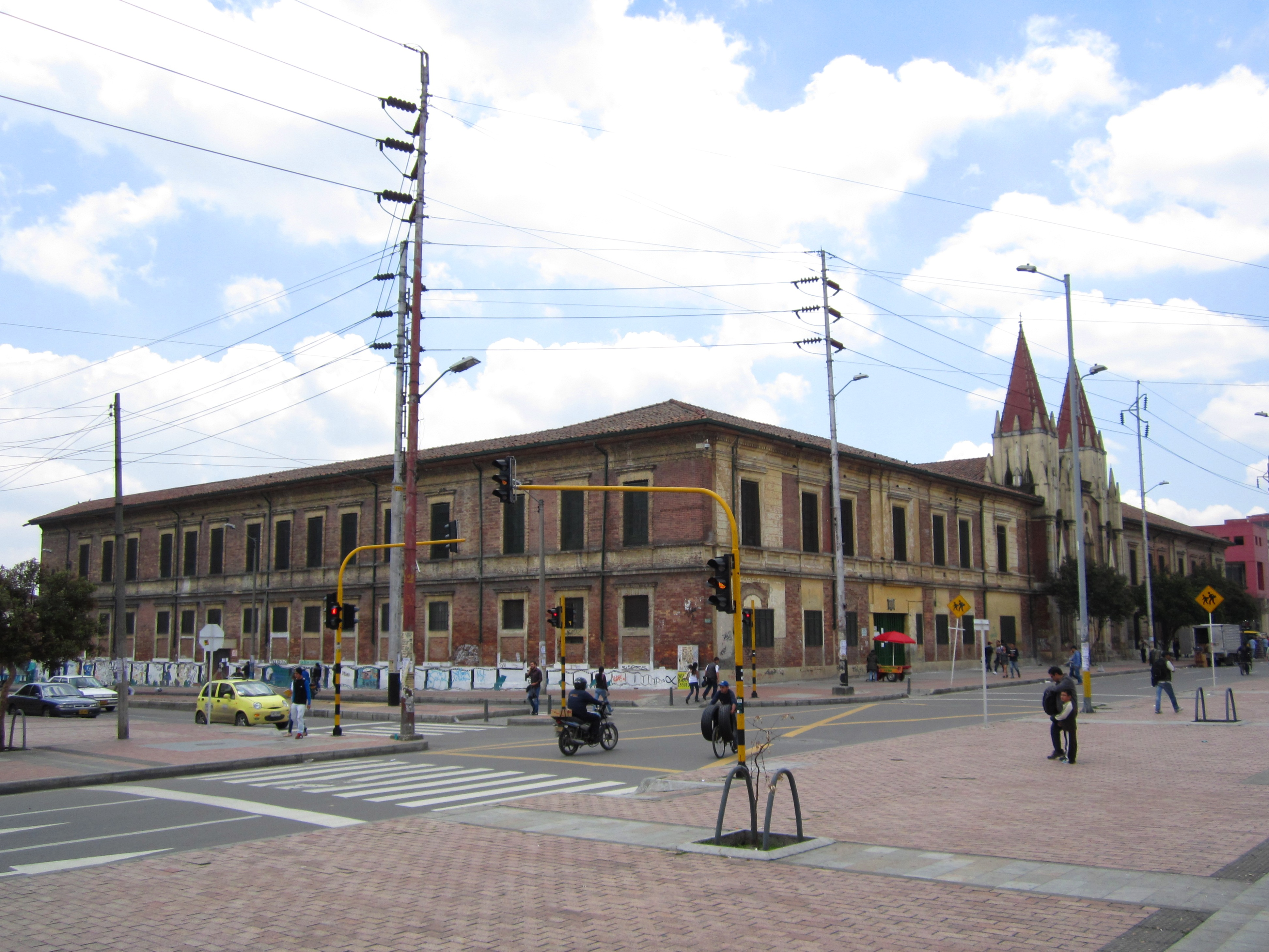
El Liceo Nacional Agustín Nieto Caballero.

El Liceo Nacional Agustín Nieto Caballero es un colegio situado en la plaza España de la localidad de Los Mártires de la ciudad de Bogotá, Colombia

## Historia
Fue fundado durante el gobierno de Alfonso López Michelsen en 1976. Declarado monumento nacional por el decreto 1632 del 12 de agosto de 1988. Recibió su nombre en honor a Agustín Nieto Caballero.